# Relations entre Antigua-et-Barbuda et l'Inde
Les relations entre Antigua-et-Barbuda et l'Inde sont les relations bilatérales d'Antigua-et-Barbuda et de la république de l'Inde. Le haut-commissaire de l'Inde à Georgetown, au Guyana, est simultanément accrédité à Antigua-et-Barbuda, qui dispose d'un consulat général honoraire à New Delhi.

## Visites d'État
En juillet 2005, Antigua-et-Barbuda a exprimé son soutien à la résolution des pays du G4 sur les réformes des Nations unies. Le Premier ministre d'Antigua-et-Barbuda, Baldwin Spencer, s'est rendu en Inde en janvier 2007 et a été l'invité principal de la convocation de l'université Manipal (en),. Le membre du parlement d'Antigua-et-Barbuda, Michael Ascot, a effectué une visite officielle en Inde au cours de la première semaine d'avril 2012.
Le gouverneur général d'Antigua-et-Barbuda, Sir Rodney Williams, s'est rendu en Inde du 4 au 21 octobre 2015 pour participer à la 16e Conférence internationale des juges en chef du monde qui s'est tenue à Lucknow,,. Williams a également visité un hôpital à Hyderabad géré par les hôpitaux Livlife,.
Le secrétaire du ministère des affaires extérieures, R. Swaminathan, s'est rendu à Antigua-et-Barbuda en juillet 2015 et s'est entretenu avec le premier ministre Gaston Browne, le ministre des affaires étrangères et du commerce international et le ministre de la santé.

## Commerce
Le commerce bilatéral entre Antigua-et-Barbuda et l'Inde s'est élevé à 2,57 millions de dollars US en 2015-16. L'Inde a exporté pour 2,56 millions de dollars de marchandises vers Antigua-et-Barbuda, et en a importé pour 10 000 dollars. Les principales marchandises exportées par l'Inde vers Antigua-et-Barbuda sont des véhicules non ferroviaires, du fer et de l'acier, des produits pharmaceutiques, ainsi que des vêtements et des articles d'habillement. Les principaux produits importés par l'Inde en provenance d'Antigua-et-Barbuda sont les fruits, les noix et l'aluminium.
L'université de Manipal a signé un protocole d'accord avec le gouvernement d'Antigua-et-Barbuda le 19 janvier 2007 pour établir un campus offshore à Antigua. En décembre 2008, Manipal Education a acquis la propriété complète de l'université américaine d'Antigua (en) (AUA) auprès de la société Greater Caribbean Learning Resources, basée à New York. Manipal Education a ensuite dépensé 150 crore pour agrandir le campus et faire passer le nombre d'étudiants de 1 000 à 2 500,,,. Aujourd'hui, l'AUA possède l'un des plus grands campus des Caraïbes.